# Ізбіште
Ізбіште (рум. Izbiște) — село у Кріуленському районі Молдови. Утворює окрему комуну.

## Населення
За даними перепису населення 2004 року у селі проживали 3017 осіб.
Національний склад населення села:
| Національність       | Кількість осіб | Відсоток   |
| -------------------- | -------------- | ---------- |
| молдавани румуни     | 2998 9         | 99,4% 0,3% |
| росіяни              | 6              | 0,2%       |
| українці             | 2              | 0,1%       |
| болгари              | 1              | < 0,1%     |
| інша / без відповіді | 1              | < 0,1%     |
| Всього               | 3017           | 100%       |